# Бяла Поляна
Бя́ла Поля́на (болг. Бяла поляна) — село в Кирджалійській області Болгарії. Входить до складу общини Кирджалі.

## Населення
За даними перепису населення 2011 року у селі проживали 110 осіб, з них 106 осіб (99,1%) — турки.
Розподіл населення за віком у 2011 році:
Динаміка населення: